# Le Jeune Docteur Kildare (série télévisée)
Pour les articles homonymes, voir Le Jeune docteur Kildare (film) et Docteur Kildare (série de films).
Le Jeune Docteur Kildare (Dr Kildare) est une série télévisée américaine, en 190 épisodes de 48 minutes, adaptée d'une série de films des années 1940 et diffusée entre le 28 septembre 1961 et le 30 août 1966 sur le réseau NBC.
En France, la série a été diffusée à partir du 27 février 1989 sur FR3. Elle reste inédite dans les autres pays francophones.

## Synopsis
Cette série met en scène le Dr James Kildare, un jeune interne en médecine qui travaille dans un hôpital fictif (Blair General). Tout au long des épisodes, il va apprendre son métier, gérer les problèmes de ses patients et surtout gagner le respect de son supérieur, le Dr Léonard Gillespie.

## Fiche technique
- Titre original : Dr Kildare
- Titre français : Le Jeune Docteur Kildare
- Scénario :  d'après le personnage créé par Max Brand
- Direction artistique :  George W. Davis, Charles K. Hagedon…
- Décors : Henry Grace
- Photographie : Harkness Smith
- Musique : Harry Sukman…
- Production : David Victor, Norman Felton
- Société de production :  MGM Television
- Société de distribution : NBC
- Pays :  États-Unis
- Langue : anglais
- Format : noir et blanc - 35 mm - 1,33:1 - son mono (Western Electric Noiseless Recording)
- Genre : soap opera médical
- Nombre d'épisodes : 190 (5 saisons)
- Durée : 48 minutes
- Dates de première diffusion : 
  - États-Unis : 28 septembre 1961
  - France : 27 février 1989

## Distribution
- Richard Chamberlain : Dr James Kildare
- Raymond Massey : Dr Léonard Gillespie

## Épisodes

### Saison 1 (1961-1962)
1. Vingt-quatre heures (Twenty-Four Hours)
2. Immunité (Immunity)
3. Une image rayonnante (A Shining Image)
4. Récolte d'hiver (Winter Harvest)
5. Un million de dollars de propriété (A Million Dollar Property)
6. Service d'admission (Admitting Service)
7. Les Orphelins (The Lonely Ones)
8. Week-end de vacances (Holiday Weekend)
9. Le Patient (The Patient)
10. Pour le salon (For the Living)
11. Deuxième chance (Second Chance)
12. Délit de fuite (Hit and Run)
13. Saison pour être jolie (Season to Be Jolly)
14. Johnny Temple (Johnny Temple)
15. Mon frère, le docteur (My Brother, the Doctor)
16. L'Administrateur (The Administrator)
17. Oh, ma fille (Oh, My Daughter)
18. La Recherche (The Search)
19. Le Chasseur de gloire (The Glory Hunter)
20. Le Dragon (The Dragon)
21. Le Tremplin (The Stepping Stone)
22. Le Cow-boy (The Bronc-Buster)
23. Le Féticheur (The Witch Doctor)
24. Le Garçon gui hurle (The Roaring Boy-O)
25. Le Choix de Salomon (Solomon's Choice)
26. Une aide très présente (A Very Present Help)
27. Un pour la route (One for the Road)
28. La Corne d'abondance (The Horn of Plenty)
29. La Chimie de la colère (The Chemistry of Anger)
30. Quelque chose d'importance (Something of Importance)
31. Tonnerre lointain (A Distant Thunder)
32. La Route du cœur (The Road to the Heart)
33. Opération : Lazare (Operation: Lazarus)